# 李豐 (蜀漢)
李豐（？—？），荊州南陽郡（治今河南省南陽市）人，三國時蜀漢官員。李嚴之子。

## 生平
230年，李嚴遷為驃騎將軍，率軍前往漢中，諸葛亮为了让李严服从命令，上表推舉李豐為江州都督督軍，以代替李嚴管理後方事務。后因李严被免职，使李豐亦被解除兵权，改任从事中郎，与长史蒋琬共事。李嚴去世後，李豐在蜀漢官至朱提太守。